# Бригін Микита Олексійович

Мики́та Олексі́йович Бри́гін  (рос. Брыгин Никита Алексеевич; 11 серпня 1927, Вологда — 27 лютого 1985, Одеса) — російський письменник, літературознавець, журналіст.

## Біографія
Закінчив Вищу школу КДБ СРСР у Москві.
Від 1953 року жив в Одесі. Деякий час працював в обласному управлінні КДБ. Згодом був редактором книжкового видавництва, партійним працівником, редактором Одеської кіностудії, обласного Будинку народної творчості.
Один із засновників і перший директор (1977—1979) Одеського державного літературного музею.

## Творчість
Автор книг «Як хліб і повітря» (1962) та «Часів стрімкий зв'язок» (1977), документальних повістей «Загадка двох М», «Азбука», «Таємниці, легенди, життя» та ін., опублікованих у пресі.
Дослідницькі інтереси Бригіна зосереджувалися головним чином навколо вивчення історії літературного життя Півдня України, творчих і особистих зв'язків з Одесою Антона Чехова, Олексія Толстого, Володимира Маяковського тощо.
Літературну та громадську діяльність Бригіна вшановано меморіальною дошкою на будинку Одеського літературного музею, муніципальною літературною премією імені Костянтина Паустовського (2000).

## Твори
- Не корысти ради… // Горизонт. — Одесса, 1971.
- Азбука: Документальное повествование // Азбука. — Т. 2. — Одесса, 2000.